# Rio Preguiças
Le rio Preguiças est un cours d'eau de l'État du Maranhão au Brésil.